# زقاق بين البحرتين
زقاق بين البحرتين هو أحد أزقة دمشق، المؤدي من حي الحريقة إلى سوق البزورية، مقابل قصر العظم، الزقاق يحوي فيه مدرسة عبد الله باشا العظم، أما البحرتين فيقصد بهما مجرى نهر بانياس ومجرى أحد الفروع القديمة لشبكة مياة الشارع المستقيم.